# Heidi Lenhart
Heidi Noelle Lenhart (ur. 22 sierpnia 1973 r. w Los Angeles) – amerykańska aktorka.
W latach 1992–1993 występowała jako Jenny Garrison w sitcomie stacji NBC California Dreams. Jest znana z roli Jennifer "Jenny" Morgan w filmach z komediowego cyklu Opiekunka (1999, 2001, 2009). W horrorze Bestia z mokradeł (2002) wcieliła się w postać stewardesy Mii.
Córka kalifornijskiego DJ-a Raya Lenharta i byłej modelki Cheryl Saban. Rozwiedziona z kanadyjskim aktorem Robinem Dunne'em.